# فرانك كارلوتشي
فرانك تشارلز كارلوتشي الثالث (بالإنجليزية: Frank Carlucci)‏ (ولد في 18 أكتوبر 1930) شغل منصب وزير الدفاع الأمريكي من عام 1987 إلى 1989 في إدارة الرئيس رونالد ريغان. وعمل قبل ذلك كارلوتشي في مجموعة من المناصب الحكومية رفيعة المستوى، بما في ذلك مدير مكتب الفرص الاقتصادية في إدارة ريتشارد نيكسون، نائب مدير وكالة المخابرات المركزية في إدارة جيمي كارتر، ونائب وزير الدفاع ومستشار الأمن القومي في إدارة ريغان.

## التعليم
تعلم في جامعة برنستون، وكلية هارفرد للأعمال، وجامعة هارفارد.

## روابط خارجية
- فرانك كارلوتشي على موقع الموسوعة البريطانية (الإنجليزية)
- فرانك كارلوتشي على موقع مونزينجر (الألمانية)
- فرانك كارلوتشي على موقع إن إن دي بي (الإنجليزية)